# 松戸警察署
松戸警察署（まつどけいさつしょ）は、千葉県警察が管轄する警察署の一つ。大規模警察署であり、署長は警視正。

## 所在地
千葉県松戸市松戸558番地の2

## 管轄区域
松戸市（千葉県松戸東警察署の管轄区域を除く。）

## 庁舎概要
松戸警察署庁舎
- 竣工年 : 2000年
- 延床面積 : 4,713m²
- 構造/規模 : SRC造、地上5階/地下1階

松戸警察署車庫
- 竣工年 : 2000年
- 延床面積 : 564m²
- 構造/規模 : S造、地上2階

## 沿革
- 1877年（明治10年）：県第12区出張所として発足
- 1985年（昭和60年）3月：一部の地域を松戸東警察署に移管
- 2000年（平成12年）3月27日：松戸市小根本から現在地に新築移転

## 交番
- 北松戸交番（松戸市上本郷905）
- 小根本交番（松戸市小根本7-9）

- 栄町交番（松戸市栄町6-451-2）
- 新松戸交番（松戸市新松戸2-123）
- 二十世紀が丘交番（松戸市二十世紀が丘柿の木町16-1）
- 東松戸交番（松戸市東松戸3-101）
- 松戸駅前交番（松戸市松戸1222-2）
- 松飛台交番（松戸市松飛台192-2）
- 馬橋西交番（松戸市西馬橋蔵元町177）
- 稔台交番（松戸市稔台7-1-1）
- 矢切交番（松戸市下矢切119）
- 八柱交番（松戸市日暮1-4）

## その他
旧所在地である松戸市小根本172-3には、千葉県警察機動捜査隊松戸方面機動捜査班が設置されている。